# Lista odcinków serialu Synowie Anarchii
Poniżej znajduje się lista odcinków serialu telewizyjnego Synowie Anarchii („Sons of Anarchy”) – emitowanego przez amerykańską stację telewizyjną FX od 3 września 2008 r. W Polsce natomiast emitowany jest od 11 listopada 2010 na kanale Fox.

## Przegląd serii
| Sezon | Sezon | Odcinki | Oryginalna emisja | Oryginalna emisja | Oryginalna emisja | Oryginalna emisja   |
| Sezon | Sezon | Odcinki | Premiera sezonu   | Finał sezonu      | Premiera sezonu   | Finał sezonu        |
| ----- | ----- | ------- | ----------------- | ----------------- | ----------------- | ------------------- |
|       | 1     | 13      | 3 września 2008   | 26 listopada 2008 | 11 listopada 2010 | 13 stycznia 2011    |
|       | 2     | 13      | 8 września 2009   | 1 grudnia 2009    | 13 stycznia 2011  | 7 kwietnia 2011     |
|       | 3     | 13      | 7 września 2010   | 30 listopada 2010 | 12 lipca 2011     | 4 października 2011 |
|       | 4     | 14      | 6 września 2011   | 6 grudnia 2011    | 10 lipca 2012     | 9 października 2012 |
|       | 5     | 13      | 11 września 2012  | 4 grudnia 2012    | 18 września 2013  | 11 grudnia 2013     |
|       | 6     | 13      | 10 września 2013  | 3 grudnia 2013    | 9 listopada 2014  | 1 lutego 2015       |
|       | 7     | 13      | 9 września 2014   | 9 grudnia 2014    | brak danych       | brak danych         |

## Sezon 1 (2008)
| №  | #  | Tytuł               | Reżyseria                     | Scenariusz                  | Premiera             | Premiera          |
| -- | -- | ------------------- | ----------------------------- | --------------------------- | -------------------- | ----------------- |
| 1  | 1  | Pilot               | Allen Coulter, Michael Dinner | Kurt Sutter                 | 3 września 2008      | 11 listopada 2010 |
| 2  | 2  | Seeds               | Charles Haid                  | Kurt Sutter                 | 10 września 2008     | 18 listopada 2010 |
| 3  | 3  | Fun Town            | Stephen Kay                   | Kurt Sutter                 | 17 września 2008     | 25 listopada 2010 |
| 4  | 4  | Patch Over          | Paris Barclay                 | James D. Parriott           | 24 września 2008     | 2 grudnia 2010    |
| 5  | 5  | Giving Back         | Tim Hunter                    | Jack LoGiudice              | 1 października 2008  | 9 grudnia 2010    |
| 6  | 6  | AK-51               | Seith Mann                    | Nichole Beattie             | 8 października 2008  | 16 grudnia 2010   |
| 7  | 7  | Old Bones           | Gwyneth Horder-Payton         | Dave Erickson               | 15 października 2008 | 23 grudnia 2010   |
| 8  | 8  | The Pull            | Guy Ferland                   | Kurt Sutter, Jack LoGiudice | 22 października 2008 | 23 grudnia 2010   |
| 9  | 9  | Hell Followed       | Billy Gierhart                | Brett Conrad                | 29 października 2008 | 30 grudnia 2010   |
| 10 | 10 | Better Half         | Mario Van Peebles             | Pat Charles                 | 5 listopada 2008     | 30 grudnia 2010   |
| 11 | 11 | Capybara            | Stephen Kay                   | Kurt Sutter, Dave Erickson  | 12 listopada 2008    | 6 stycznia 2011   |
| 12 | 12 | The Sleep of Babies | Terrence O’Hara               | Kurt Sutter                 | 19 listopada 2008    | 6 stycznia 2011   |
| 13 | 13 | The Revelator       | Kurt Sutter                   | Kurt Sutter                 | 26 listopada 2008    | 13 stycznia 2011  |

## Sezon 2 (2009)
| #  | Tytuł         | Reżyseria             | Scenariusz                                           | Premiera             | Premiera         |
| -- | ------------- | --------------------- | ---------------------------------------------------- | -------------------- | ---------------- |
| 1  | Albification  | Guy Ferland           | Kurt Sutter                                          | 8 września 2009      | 13 stycznia 2011 |
| 2  | Small Tears   | Stephen Kay           | Jack LoGiudice                                       | 15 września 2009     | 20 stycznia 2011 |
| 3  | Fix           | Gwyneth Horder-Payton | Dave Erickson                                        | 22 września 2009     | 27 stycznia 2011 |
| 4  | Eureka        | Guy Ferland           | Kurt Sutter, Brett Conrad                            | 29 września 2009     | 3 lutego 2011    |
| 5  | Smite         | Terrence O’Hara       | Chris Collins                                        | 6 października 2009  | 10 lutego 2011   |
| 6  | Falx Cerebri  | Billy Gierhart        | Regina Corrado                                       | 13 października 2009 | 17 lutego 2011   |
| 7  | Gilead        | Gwyneth Horder-Payton | Kurt Sutter, Chris Collins                           | 20 października 2009 | 24 lutego 2011   |
| 8  | Potlatch      | Paul Maibaum          | Kurt Sutter, Misha Green                             | 27 października 2009 | 3 marca 2011     |
| 9  | Fa Guan       | Stephen Kay           | Brett Conrad, Liz Sagal                              | 3 listopada 2009     | 10 marca 2011    |
| 10 | Balm          | Paris Barclay         | Dave Erickson, Stevie Long                           | 10 listopada 2009    | 17 marca 2011    |
| 11 | Service       | Phil Abraham          | Brady Dahl, Cori Uchida, Kurt Sutter, Jack LoGiudice | 17 listopada 2009    | 24 marca 2011    |
| 12 | The Culling   | Gwyneth Horder-Payton | Kurt Sutter, Dave Erickson                           | 24 listopada 2009    | 31 marca 2011    |
| 13 | Na Trioblóidí | Kurt Sutter           | Kurt Sutter                                          | 1 grudnia 2009       | 7 kwietnia 2011  |

## Sezon 3 (2010)
| #  | Tytuł               | Reżyseria             | Scenariusz                                 | Premiera             | Premiera            |
| -- | ------------------- | --------------------- | ------------------------------------------ | -------------------- | ------------------- |
| 1  | SO                  | Stephen Kay           | Kurt Sutter                                | 7 września 2010      | 12 lipca 2011       |
| 2  | Oiled               | Gwyneth Horder-Payton | Kurt Sutter, Dave Erickson                 | 14 września 2010     | 19 lipca 2011       |
| 3  | Caregiver           | Billy Gierhart        | Chris Collins, Regina Corrado              | 21 września 2010     | 26 lipca 2011       |
| 4  | Home                | Guy Ferland           | Kurt Sutter, Liz Sagal                     | 28 września 2010     | 2 sierpnia 2011     |
| 5  | Turning and Turning | Gwyneth Horder-Payton | Dave Erickson, Marco Ramirez               | 5 października 2010  | 9 sierpnia 2011     |
| 6  | The Push            | Stephen Kay           | Chris Collins, Julie Bush                  | 12 października 2010 | 16 sierpnia 2011    |
| 7  | Widening Gyre       | Billy Gierhart        | Kurt Sutter, Regina Corrado                | 19 października 2010 | 23 sierpnia 2011    |
| 8  | Lochan Mor          | Guy Ferland           | Dave Erickson, Liz Sagal, Kurt Sutter      | 26 października 2010 | 30 sierpnia 2011    |
| 9  | Turas               | Stephen Kay           | Kurt Sutter, Chris Collins, Brady Dahl     | 2 listopada 2010     | 6 września 2011     |
| 10 | Firinne             | Gwyneth Horder-Payton | Kurt Sutter, Vaun Wilmott                  | 9 listopada 2010     | 13 września 2011    |
| 11 | Bainne              | Adam Arkin            | Dave Erickson, Regina Corrado, Kurt Sutter | 16 listopada 2010    | 20 września 2011    |
| 12 | June Wedding        | Phil Abraham          | Kurt Sutter, Chris Collins                 | 23 listopada 2010    | 27 września 2011    |
| 13 | NS                  | Kurt Sutter           | Kurt Sutter, Dave Erickson                 | 30 listopada 2010    | 4 października 2011 |

## Sezon 4 (2011)
| #  | Tytuł                 | Reżyseria             | Scenariusz                                | Premiera             | Premiera            |
| -- | --------------------- | --------------------- | ----------------------------------------- | -------------------- | ------------------- |
| 1  | Out                   | Paris Barclay         | Kurt Sutter                               | 6 września 2011      | 10 lipca 2012       |
| 2  | Booster               | Guy Ferland           | Dave Erickson, Chris Collins              | 13 września 2011     | 17 lipca 2012       |
| 3  | Dorylus               | Peter Weller          | Regina Corrado, Liz Sagal                 | 20 września 2011     | 24 lipca 2012       |
| 4  | Una Venta             | Billy Gierhart        | Kurt Sutter, Marco Ramirez                | 27 września 2011     | 31 lipca 2012       |
| 5  | Brick                 | Paris Barclay         | Dave Erickson, Brady Dahl                 | 4 października 2011  | 7 sierpnia 2012     |
| 6  | With an X             | Guy Ferland           | Chris Collins, Regina Corrado             | 11 października 2011 | 14 sierpnia 2012    |
| 7  | Fruit for the Crows   | Gwyneth Horder-Payton | Kurt Sutter, Liz Sagal                    | 18 października 2011 | 21 sierpnia 2012    |
| 8  | Family Recipe         | Paul Maibaum          | Dave Erickson, Brady Dahl                 | 25 października 2011 | 28 sierpnia 2012    |
| 9  | Kiss                  | Billy Geirhart        | Regina Corrado, Marco Ramirez             | 1 listopada 2011     | 4 września 2012     |
| 10 | Hands                 | Peter Weller          | Chris Collins, David Labrava, Kurt Sutter | 8 listopada 2011     | 11 września 2012    |
| 11 | Call of Duty          | Gwyneth Horder-Payton | Liz Sagal, Gladys Rodriguez               | 15 listopada 2011    | 18 września 2012    |
| 12 | Burnt and Purged Away | Paris Barclay         | Kurt Sutter, Dave Erickson                | 22 listopada 2011    | 25 września 2012    |
| 13 | To Be, Act 1          | Kurt Sutter           | Kurt Sutter, Chris Collins                | 29 listopada 2011    | 2 października 2012 |
| 14 | To Be, Act 2          | Kurt Sutter           | Kurt Sutter, Chris Collins                | 6 grudnia 2011       | 9 października 2012 |

## Sezon 5 (2012)
| #  | Tytuł             | Reżyseria             | Scenariusz                                | Premiera             | Premiera             |
| -- | ----------------- | --------------------- | ----------------------------------------- | -------------------- | -------------------- |
| 1  | Sovereign         | Paris Barclay         | Kurt Sutter                               | 11 września 2012     | 18 września 2013     |
| 2  | Authority Vested  | Peter Weller          | Regina Corrado                            | 18 września 2012     | 25 września 2013     |
| 3  | Laying Pipe       | Adam Arkin            | Kem Nunn, Liz Sagal, Kurt Sutter          | 25 września 2012     | 2 października 2013  |
| 4  | Stolen Huffy      | Paris Barclay         | Chris Collins                             | 2 października 2012  | 9 października 2013  |
| 5  | Orca Shrugged     | Gwyneth Horder-Payton | Regina Corrado, Kurt Sutter               | 9 października 2012  | 16 października 2013 |
| 6  | Small World       | Adam Arkin            | Roberto Patino                            | 16 października 2012 | 23 października 2013 |
| 7  | Toad’s Wild Ride  | Peter Weller          | Kurt Sutter, Chris Collins                | 23 października 2012 | 30 października 2013 |
| 8  | Ablation          | Karen Gaviola         | Mike Daniels                              | 30 października 2012 | 6 listopada 2013     |
| 9  | Andare Pescare    | Billy Geirhart        | Liz Sagal, Kurt Sutter                    | 6 listopada 2012     | 13 listopada 2013    |
| 10 | Crucifixed        | Guy Ferland           | Kem Nunn                                  | 13 listopada 2012    | 20 listopada 2013    |
| 11 | To Thine Own Self | Paris Barclay         | Mike Daniels, John Barcheski, Kurt Sutter | 20 listopada 2012    | 27 listopada 2013    |
| 12 | Darthy            | Peter Weller          | Chris Collins, Kurt Sutter                | 27 listopada 2012    | 4 grudnia 2013       |
| 13 | J’ai Obtenu Cette | Kurt Sutter           | Kurt Sutter, Chris Collins                | 4 grudnia 2012       | 11 grudnia 2013      |

## Sezon 6 (2013)
| #  | Tytuł               | Polski tytuł        | Reżyseria             | Scenariusz                                 | Premiera             | Premiera          |
| -- | ------------------- | ------------------- | --------------------- | ------------------------------------------ | -------------------- | ----------------- |
| 1  | Straw               | Bez znaczenia       | Paris Barclay         | Kurt Sutter                                | 10 września 2013     | 9 listopada 2014  |
| 2  | One One Six         | Zdrada              | Peter Weller          | Chris Collins, Adria Lang                  | 17 września 2013     | 16 listopada 2014 |
| 3  | Poenitentia         | Pokuta              | Guy Ferland           | Charles Murray, Kurt Sutter                | 24 września 2013     | 23 listopada 2014 |
| 4  | Wolfsangel          | Wilczy hak          | Billy Gierhart        | Kurt Sutter, Kem Nunn                      | 1 października 2013  | 30 listopada 2014 |
| 5  | The Mad King        | Szalony król        | Gwyneth Horder-Payton | Chris Collins, Roberto Patino, Kurt Sutter | 8 października 2013  | 7 grudnia 2014    |
| 6  | Salvage             | Ocalenie            | Adam Arkin            | Mike Daniels, Kurt Sutter                  | 15 października 2013 | 14 grudnia 2014   |
| 7  | Sweet and Vaded     | Słodycz przemijania | Paris Barclay         | Kurt Sutter, Adria Lang                    | 22 października 2013 | 21 grudnia 2014   |
| 8  | Los Fantasmas       | Duch przeszłości    | Peter Weller          | Roberto Patino, Kurt Sutter                | 29 października 2013 | 28 grudnia 2014   |
| 9  | John 8:32           | Z piekła rodem      | Guy Ferland           | Kem Nunn, Kurt Sutter                      | 5 listopada 2013     | 4 stycznia 2015   |
| 10 | Huang Wu            | Zdrada              | Billy Gierhart        | Kurt Sutter, Charles Murray                | 12 listopada 2013    | 11 stycznia 2015  |
| 11 | Aon Rud Persanta    | Nic osobistego      | Peter Weller          | Chris Collins, Kurt Sutter                 | 19 listopada 2013    | 18 stycznia 2015  |
| 12 | You Are My Sunshine | Moje słoneczko      | Paris Barclay         | Kem Nunn, Mike Daniels, Kurt Sutter        | 3 grudnia 2013       | 25 stycznia 2015  |
| 13 | A Mother’s Work     | Matki robota        | Kurt Sutter           | Kurt Sutter, Chris Collins                 | 10 grudnia 2013      | 1 lutego 2015     |

## Sezon 7 (2014)
| №  | #  | Tytuł                       | Reżyseria      | Scenariusz                                  | Premiera             | Premiera |
| -- | -- | --------------------------- | -------------- | ------------------------------------------- | -------------------- | -------- |
| 80 | 1  | Black Widower               | Paris Barclay  | Kurt Sutter                                 | 9 września 2014      |          |
| 81 | 2  | Toil and Till               | Billy Gierhart | Charles Murray & Kurt Sutter                | 16 września 2014     |          |
| 82 | 3  | Playing with Monsters       | Craig Yahata   | Peter Elkoff & Kurt Sutter                  | 23 września 2014     |          |
| 83 | 4  | Poor Little Lambs           | Guy Ferland    | Kem Nunn, Kurt Sutter                       | 30 września 2014     |          |
| 84 | 5  | Some Strange Eruption       | Peter Weller   | Roberto Patino & Kurt Sutter                | 7 października 2014  |          |
| 85 | 6  | Smoke 'Em if You Got 'Em    | Guy Ferland    | Mike Daniels & Kurt Sutter                  | 14 października 2014 |          |
| 86 | 7  | Greensleeves                | Paris Barclay  | Gladys Rodriguez, Josh Botana & Kurt Sutter | 21 października 2014 |          |
| 87 | 8  | The Separation of Crows     | Charles Murray | Peter Elkoff & John Barcheski & Kurt Sutter | 28 października 2014 |          |
| 88 | 9  | What a Piece of Work Is Man | Peter Weller   | Mike Daniels & Roberto Patino & Kurt Sutter | 4 listopada 2014     |          |
| 89 | 10 | Faith and Despondency       | Paris Barclay  | Kem Nunn & Gladys Rodriquez & Kurt Sutter   | 11 listopada 2014    |          |
| 90 | 11 | Suits of Woe                | Jack Bender    | Peter Elkoff & Mike Daniels & Kurt Sutter   | 18 listopada 2014    |          |
| 91 | 12 | Red Rose                    | Paris Barclay  | Kurt Sutter & Charles Murray                | 2 grudnia 2014       |          |
| 92 | 13 | Papa’s Goods                | Kurt Sutter    | Kurt Sutter                                 | 9 grudnia 2014       |          |